# だからハニー
「だからハニー」は、プリンセス・プリンセスの16枚目のシングル。

## 概要
- TBS系ドラマ『ダブル・キッチン』主題歌。

## 収録曲
全作曲：奥居香、編曲：PRINCESS PRINCESS
1. だからハニー [4:28]
作詞：中山加奈子
2. ときめく頃を過ぎても [4:17]
作詞：富田京子

| スタブアイコン | サブスタブ | この項目は、まだ閲覧者の調べものの参照としては役立たない、シングルに関連した書きかけの項目です。この項目を加筆・訂正などしてくださる協力者を求めています（P:音楽/PJ:楽曲）。 |